# Jetour X90 Plus

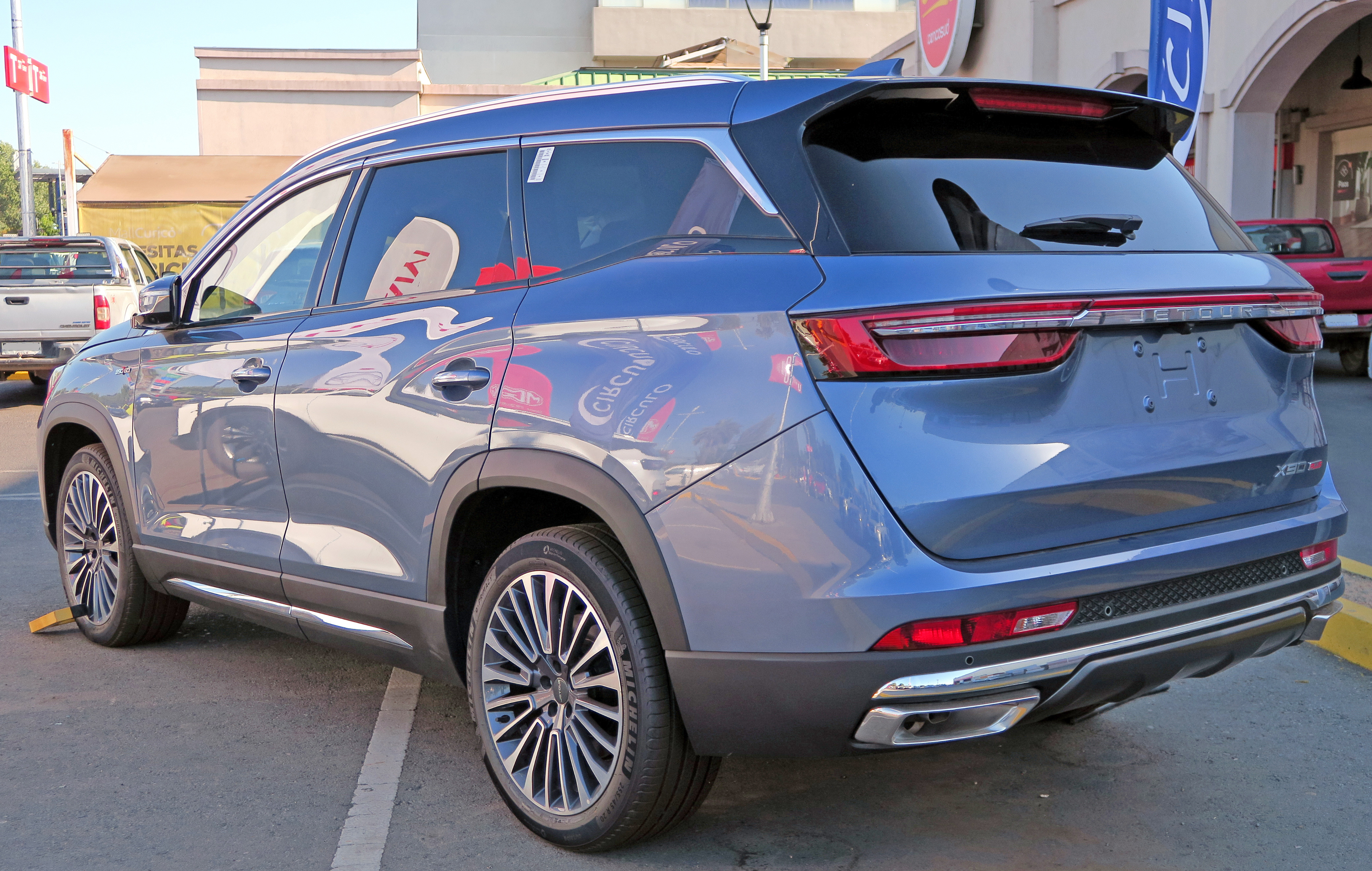
Heckansicht

Der Jetour X90 Plus ist ein Sport Utility Vehicle der zum chinesischen Automobilhersteller Chery gehörenden Marke Jetour.

## Geschichte
Erstmals vorgestellt wurde das Fahrzeug im April 2021 auf der Shanghai Auto Show. Der Marktstart auf dem chinesischen Heimatmarkt erfolgte im September 2021. Zur Markteinführung der Marke Jetour in Russland im Juni 2023 kamen der X90 Plus und der Dashing in den Handel.
Der X90 Plus ist mit fünf, sechs oder sieben Sitzen erhältlich. Technisch basiert er auf dem X95. Der Plug-in-Hybrid Shanhai L9 baut auf dem X90 Plus auf. Im Oktober 2024 wurde das SUV von der Marke Soueast als nahezu baugleicher Soueast S09 vorgestellt.

## Technische Daten
Zum Marktstart standen in China ein 1,5-Liter-Ottomotor mit 115 kW (156 PS) und ein 1,6-Liter-Ottomotor mit 145 kW (197 PS) zur Wahl. Im November 2022 ergänzte ein 2,0-Liter-Ottomotor mit 187 kW (254 PS) die Antriebspalette. Diese Antriebsvarianten kommen in weiteren Modellen von Chery zum Einsatz. In Russland werden nur der 1,6-Liter- und der 2,0-Liter-Benziner angeboten, wobei bei beiden die maximale Leistung etwas geringer angegeben wird als in China.
|                                            | 1.5T                   | 1.6T                             | 1.6T                             | 2.0T                             | 2.0T                             |
| ------------------------------------------ | ---------------------- | -------------------------------- | -------------------------------- | -------------------------------- | -------------------------------- |
| Bauzeitraum                                | seit 09/2021           | seit 06/2023                     | seit 09/2021                     | seit 06/2023                     | 11/2022–11/2023                  |
| Markt                                      | China                  | Russland                         | China                            | Russland                         | China                            |
| Motorkenndaten                             |                        |                                  |                                  |                                  |                                  |
| Motortyp                                   | R4-Ottomotor           | R4-Ottomotor                     | R4-Ottomotor                     | R4-Ottomotor                     | R4-Ottomotor                     |
| Motoraufladung                             | Turbolader             | Turbolader                       | Turbolader                       | Turbolader                       | Turbolader                       |
| Hubraum                                    | 1498 cm³               | 1598 cm³                         | 1598 cm³                         | 1998 cm³                         | 1998 cm³                         |
| max. Leistung bei min−1                    | 115 kW (156 PS) / 5500 | 140 kW (190 PS) / 5500           | 145 kW (197 PS) / 5500           | 180 kW (245 PS) / 5500           | 187 kW (254 PS) / 5500           |
| max. Drehmoment bei min−1                  | 230 Nm / 1750–4000     | 275 Nm / 2000–4000               | 290 Nm / 2000–4000               | 375 Nm / 1750–4000               | 390 Nm / 1750–4000               |
| Kraftübertragung                           |                        |                                  |                                  |                                  |                                  |
| Antrieb, serienmäßig                       | Vorderradantrieb       | Vorderradantrieb                 | Vorderradantrieb                 | Vorderradantrieb                 | Vorderradantrieb                 |
| Antrieb, optional                          | —                      | —                                | —                                | —                                | —                                |
| Getriebe, serienmäßig                      | 6-Gang-Schaltgetriebe  | 7-Stufen-Doppelkupplungsgetriebe | 6-Gang-Schaltgetriebe            | 7-Stufen-Doppelkupplungsgetriebe | 7-Stufen-Doppelkupplungsgetriebe |
| Getriebe, optional                         | —                      | —                                | 7-Stufen-Doppelkupplungsgetriebe | —                                | —                                |
| Messwerte                                  |                        |                                  |                                  |                                  |                                  |
| Höchstgeschwindigkeit                      | 180 km/h               | 185 km/h                         | 190 km/h (185 km/h)              | 190 km/h                         | k. A.                            |
| Beschleunigung, 0–100 km/h                 | k. A.                  | 11,0 s                           | k. A.                            | 8,5 s                            | k. A.                            |
| Kraftstoffverbrauch auf 100 km, kombiniert | 7,9 l Super            | 8,1 l Super                      | 7,9 l Super (8,2 l Super)        | 8,0 l Super                      | k. A.                            |
| Tankinhalt                                 | 57 l                   | 57 l                             | 57 l                             | 57 l                             | 57 l                             |
| Abgasnorm                                  | China VI               | Euro 6                           | China VI                         | Euro 6                           | China VI                         |

- Werte in ( ) gelten in Verbindung mit optionalem Getriebe.